# Complexul memorial „Nicolae Gribov”
Complexul memorial „Nicolae Gribov” este un monument amplasat în Gribova, raionul Drochia, Republica Moldova. Este un monument istoric și de artă de importanță națională inclus în Registrul monumentelor Republicii Moldova ocrotite de stat cu nr. 568 (raionul Drochia). Datează din 1983.